# Engrottehale
Engrottehale (Phleum pratense), ofte skrevet eng-rottehale, er et 20-120 cm højt græs, der vokser på fx enge og i vejkanter. I og med at planten bruges både som foderafgrøde og som plænegræs, er den meget udbredt i hele landet. Derfor er det ofte den, som pollenallergikere først udvikler overfølsomhed for. Den bliver typisk anvendt i allergitest, da otte ud af ti med græsallergi vil reagere på denne art. Den kaldes også timoté.

## Beskrivelse
Engrottehale er et flerårigt græs med en løst tueformet, men senere ofte fladedækkende vækstform. Stænglerne er opsvulmede ved grunden. Bladene er linjeformede med åbne bladskeder. Skedehinden er ca. 5 mm lang.
Blomstringen sker i juni-september med et højdepunkt omkring Sankthans. Blomsterne er ufuldkomne (mangler bæger- og kronblade) og sidder samlet i tætte, endestillede, cylinderformede stande. Frugterne er nødder, der ikke har stak.
Plantens rodnet består af egentlige, trævlede rødder og leddelte jordstængler, som kan danne nye planter.
Højde x bredde og årlig tilvækst: 0,50 x 0,50 m (50 x 50 cm/år). Heri er medregnet blomsterbærende aks, men ikke aflæggere, dannet fra udløberne.

## Voksested
Engrottehale er naturligt hjemmehørende på frodige, danske enge. Se artslisten her.

## Bemærk
Knoldrottehale (Phleum bertolonii) regnes af nogle som en underart af engrottehale (Phleum pratense subsp. bertolonii).

## Galleri
|  |  |  |
|  |  |  |

| Portal | Portal:Botanik |

## Note
1. ↑  Navnet er sammensat af oldgræsk: φλέως (phleos) = et "uldtottet tagrør" + latin: pratum → "som vokser i enge"
2. ↑  "Græs". allergileksikon.dk. Arkiveret fra originalen 27. januar 2019. Hentet 15. februar 2019.
3. ↑  Her følges dog den inddeling, som er brugt i Arnklit, Jensen og Jensen: Plantenavne. Dyrkede og vilde planter, 2007 ISBN 978-87-91319-35-8. Jf også Germplasm Resources Information Network: Phleum Arkiveret 8. maj 2009 hos  Wayback Machine

## Eksterne links
- Tavle 1984 Arkiveret 4. marts 2016 hos  Wayback Machine i Flora Danica
- Flora Europaea Arkiveret 30. september 2007 hos  Wayback Machine
- Den virtuella floran med udbredelse i Norden  Arkiveret 29. september 2007 hos  Wayback Machine
- Pollenkorn af engrottehale Arkiveret 27. september 2007 hos  Wayback Machine
- Engrottehales naturlige plantesamfund Arkiveret 14. september 2009 hos  Wayback Machine